# Роговий Олександр Іванович (сержант)
Олександр Іванович Роговий (14 грудня 1981, с. Парасковія, Нововодолазький район, Харківська область, Українська РСР — 8 серпня 2017, м. Курахове, Мар'їнський район, Донецька область, Україна) — сержант Збройних сил України, учасник російсько-української війни.

## Біографія
Народився 1981 року в селі Парасковія Нововодолазького району Харківської області. Закінчив школу в сусідньому селі Мелихівка.
Під час російської збройної агресії проти України вступив на військову службу за контрактом, виконував завдання на території проведення антитерористичної операції.
Сержант, водій 46-го окремого батальйону спеціального призначення «Донбас-Україна», військова частина А3220.
8 серпня 2017 року близько 4:25 на бойовій позиції батальйону в районі міста Мар'їнка, під час обстрілу ротного опорного пункту та веденні вогню у відповідь, відбувся розрив міни в каналі ствола міномету 2С12 «Сані» калібру 120 мм, внаслідок чого загинув солдат Володимир Зейлик, сержант Олександр Роговий помер від поранень в Курахівській лікарні, ще 5 бійців дістали поранення. За попередньою версією слідства вибух стався внаслідок подвійного заряджання каналу ствола міномету різними військовослужбовцями.
Похований 10 серпня на кладовищі села Парасковія.
Залишилась сестра.

## Нагороди та вшанування
- Указом Президента України № 42/2018 від 26 лютого 2018 року, за особисту мужність і самовіддані дії, виявлені у захисті державного суверенітету та територіальної цілісності України, зразкового виконання військового обов'язку, нагороджений орденом «За мужність» III ступеня (посмертно)[6].
- У вересні 2018 року в селі Мелихівка було відкрито меморіальну дошку на честь Олександра Рогового, яку встановили на будівлі Мелихівського ліцею[7].